# Huapalcalco
La zona arqueológica de Huapalcalco se encuentra en Tulancingo de Bravo, estado de Hidalgo, México. Huapalcalco viene del vocablo náhuatl huapalli o huapálitl, ‘tabla o viga pequeña’; calli, ‘casa’; y co, posposición locativa; por lo que significa ‘lugar de la casa de madera’.
Es uno de los sitios más antiguos de América con evidencias de ocupación humana al tener pinturas rupestres de aproximadamente trece mil años de antigüedad.
Se le considera el sitio de ocupación humano más antiguo de Hidalgo. En su esplendor Huapalcalco fue sede del segundo imperio tolteca, antes de migrar el imperio a Tula. Según narraciones de nativos mesoamericanos, a la llegada de los conquistadores, decían: «Quetzalcoatl se hizo su casa de abstinencia, su huapalcalli de turquesa, en Huapalcalco, llegó en el año 2 conejo». Quetzalcóatl fue una figura de relevante significado, en sentido espiritual y social, y se le considera como una figura que funcionaba como elemento de cohesión de las distintas sociedades que florecieron en Mesoamérica.
En el sitio destaca una pirámide de tres cuerpos de influencia teotihuacana de doce metros de base y ocho metros de alto, con un altar que posiblemente fuera usado para depósito de ofrendas y un conjunto de pinturas rupestres que datan, según estimaciones, de hace trece mil años aproximadamente, lo que convierte a este lugar en uno de los primeros poblados de América.
Ahí, en las cuevas, se halló una punta clovis en la Cueva del Tecolote y tiene pinturas rupestres en los cerros del Huiztle y la mesa de Huapalcalco. Las cuevas prehistóricas son importantes porque tienen vestigios precerámicos, lo que ubica a esta zona como un área para estudiar culturas anteriores al sedentarismo.

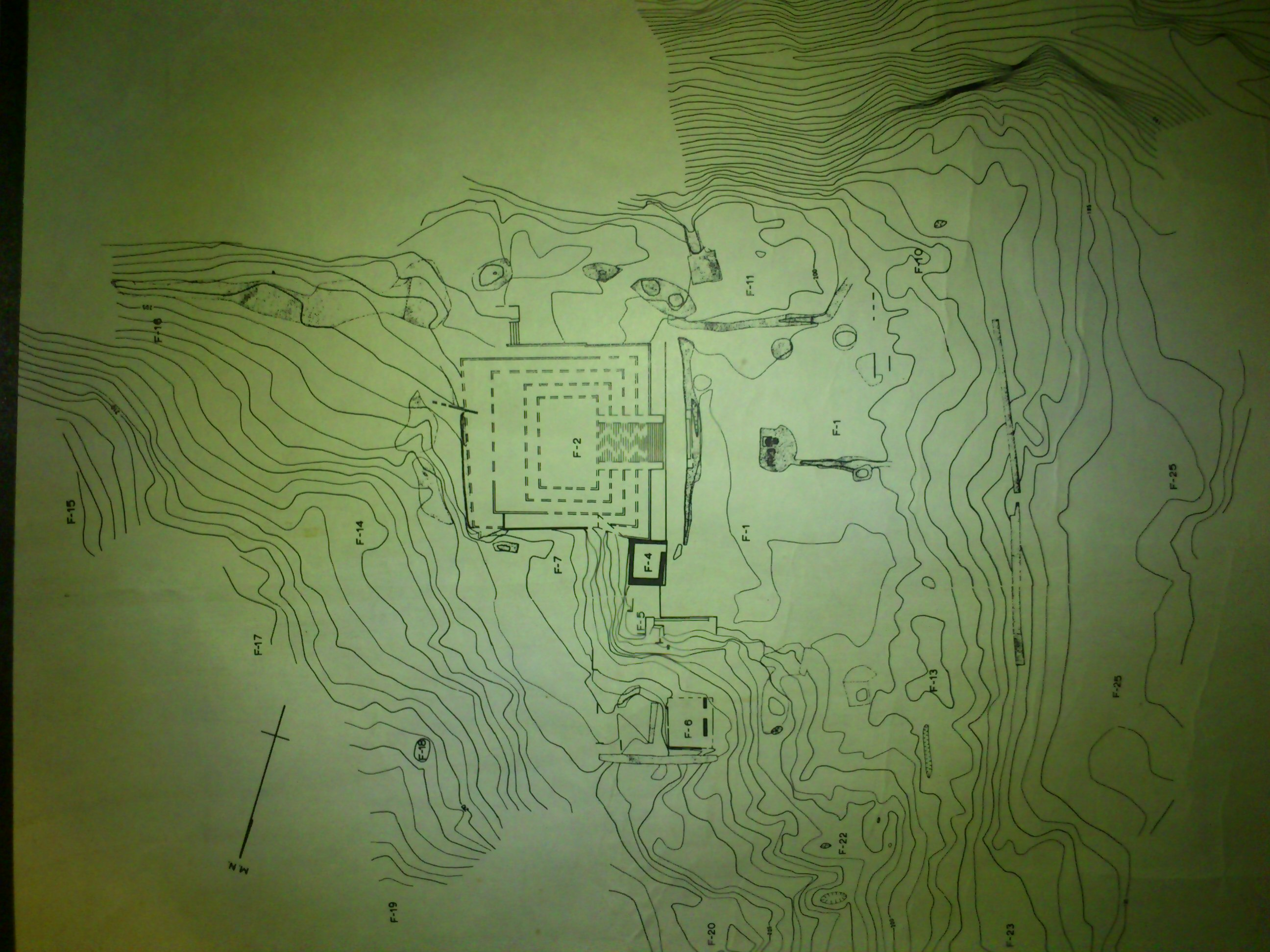
Intervalo de contorno cincuenta centímetros

Las pinturas rupestres en los cerros del Huiztle y la mesa de Huapalcalco son muy parecidas a las descubiertas en otras partes del mundo, por ejemplo en Namibia, África, las manifestaciones de arte en esta época del tiempo eran muy similares a pesar de estar en diferentes continentes.
La cosmovisión de la gente que habitó la zona tiene como base la admiración de los astros en la época prehispánica, los que veían como dioses. Esta forma de ver el mundo es la misma que tenían las primeras grandes culturas como los egipcios, y perduró durante siglos en muchas partes, y Huapalcalco no fue la excepción.
En Huapalcalco es donde más claramente se ve la ocupación de culturas antes del contacto Europeo, por ejemplo los montículo que tiene además de influencia teotihuacana también tiene rasgos toltecas. Huapalcalco es el más factible a visitar, por conservar varios montículos, según los arqueólogos que lo han estudiado señalan que este lugar es de relevancia ya que puede ayudarnos a entender la nueva configuración social después de la caída de Teotihuacán.

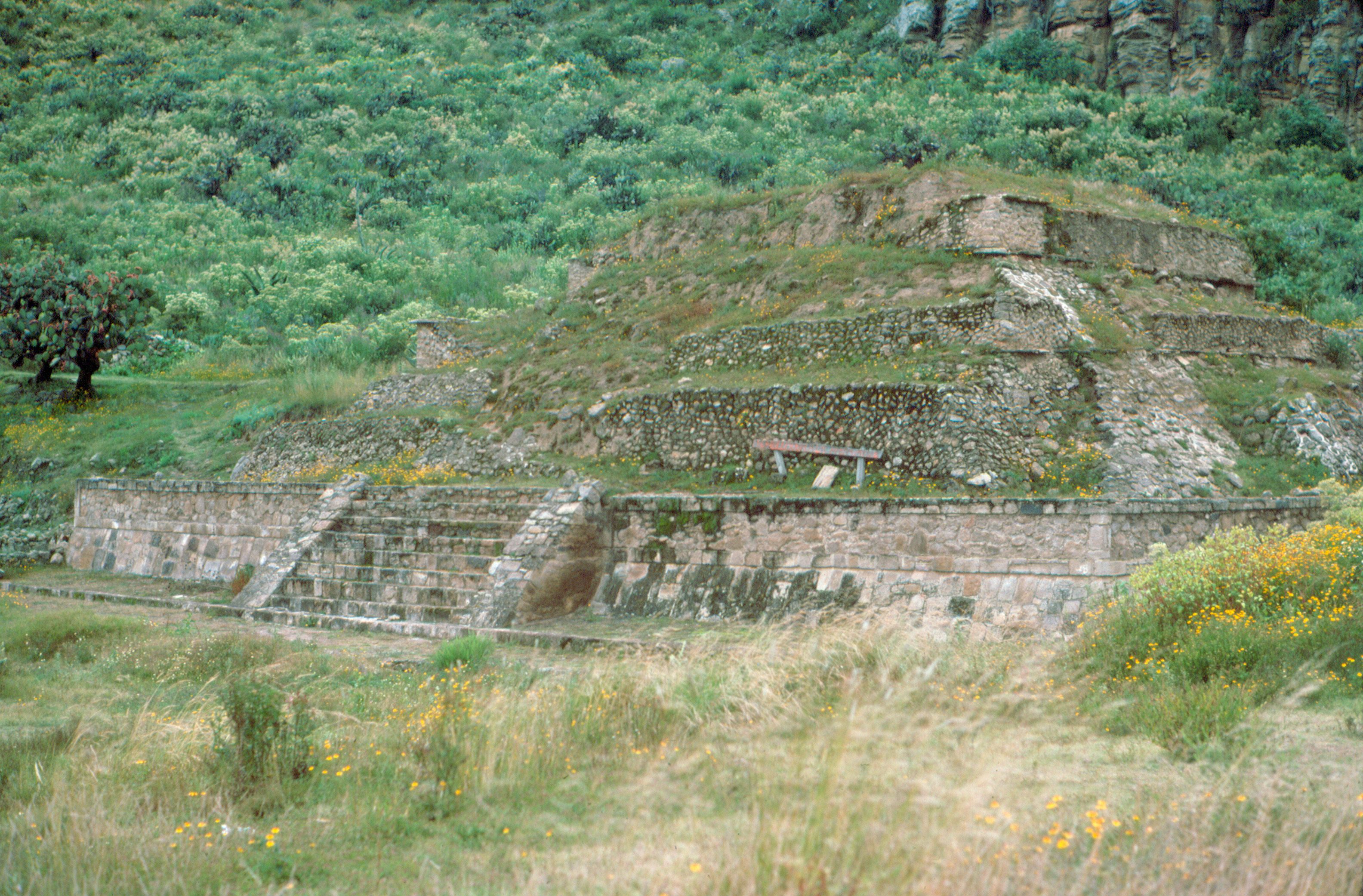
Pirámide de Huapalcalco.

La zona presenta diversas ocupaciones humanas en el tiempo. Actualmente cerca de los vestigios arqueológicos existe una población que lleva su nombre: Huapalcalco. La zona ya es cuidada por el INAH, pero ha sido poco estudiada, y es muy posible que sea un pequeño porcentaje lo que conozcamos sobre la historia de este lugar, dicha situación sucede con muchas otras zonas históricas de México, que han sido poco estudiadas.
Actualmente se realizan diversos ritos y festividades en la zona, desde ritos propiciatorios, y actividades culturales tales como el festival de equinoccio de primavera, llamado "Enlace Huapalcalli", la celebración del año nuevo tolteca y el Carnaval en celebración a la Tierra entre otros.